# Longwu (köping i Kina, Zhejiang)
Longwu (kinesiska: 龙坞, 龙坞镇) är en köping i Kina. Den ligger i provinsen Zhejiang, i den östra delen av landet, omkring 13 kilometer sydväst om provinshuvudstaden Hangzhou.
Genomsnittlig årsnederbörd är 1 869 millimeter. Den regnigaste månaden är juni, med i genomsnitt 328 mm nederbörd, och den torraste är november, med 74 mm nederbörd.